# Massacre de Nova Orleans de 1866
O massacre de Nova Orleans de 1866, ocorrido em 30 de julho de 1866, foi um ataque violento a uma manifestação pacífica de libertos, predominantemente negros, por uma multidão de desordeiros brancos, muitos dos quais eram veteranos dos recém-derrotados Estados Confederados da América. A violência eclodiu em frente ao Institutos de mecânica, onde se realizava uma nova Convenção Constitucional da Louisiana. Segundo o relatório oficial, 38 pessoas morreram e 146 ficaram feridas, entre as quais 34 faleceram e 119 foram feridas, sendo a maioria dos mortos libertos. Estimativas não oficiais indicam números mais elevados, com Gilles Vandal sugerindo que entre 40 a 50 negros americanos foram mortos e mais de 150 feridos. Outros relatos afirmam que quase 200 pessoas foram mortas. Além disso, três participantes brancos da convenção e um manifestante branco também perderam a vida.
Durante grande parte da Guerra Civil Americana, Nova Orleans estava sob ocupação e lei marcial imposta pela União. Em 12 de maio de 1866, o prefeito John T. Monroe, um democrata que havia apoiado a Confederação, foi reintegrado como prefeito interino, cargo que ocupava antes da guerra. O juiz R. K. Howell foi eleito presidente da convenção, com o objetivo de aumentar a participação dos eleitores que provavelmente votariam a favor da remoção dos códigos negros.
O massacre refletiu conflitos profundamente enraizados na estrutura social da Louisiana. Ele pode ser visto como a continuação de uma longa luta contra a escravidão, iniciada com o "Bleeding Kansas" em 1859, sendo as hostilidades de 1861-1865 apenas a parte mais visível desse conflito. Mais da metade dos brancos envolvidos eram veteranos confederados, enquanto quase metade dos negros americanos eram veteranos do Exército da União. A reação nacional de indignação ao Massacre de Memphis de 1866 e ao Massacre de Nova Orleans contribuiu para que os republicanos radicais conquistassem a maioria em ambas as casas do Congresso nas eleições de meio de mandato de 1866. Esses tumultos catalisaram o apoio à Décima Quarta Emenda, que estendia o sufrágio e a cidadania plena aos libertos, e à Lei de Reconstrução, que estabelecia distritos militares para a supervisão governamental nas áreas do Sul, buscando transformar suas estruturas sociais.

## Histórico
A Convenção Constitucional Estadual de 1864 autorizou a ampliação das liberdades civis para os negros na Louisiana, mas não concedeu o direito de voto a nenhuma pessoa de cor. As pessoas de cor livres, muitas delas mestiças, constituíam uma parte significativa da população de Nova Orleans há mais de um século e foram estabelecidas como uma classe separada durante o período colonial, antes da anexação do território pelos Estados Unidos em 1803. Muitos desses indivíduos eram instruídos, possuíam propriedades e buscavam o direito ao voto. Além disso, os republicanos tinham como objetivo estender o sufrágio aos libertos e eliminar os códigos negros aprovados pela legislatura. Eles convocaram uma nova convenção para incorporar essas metas.

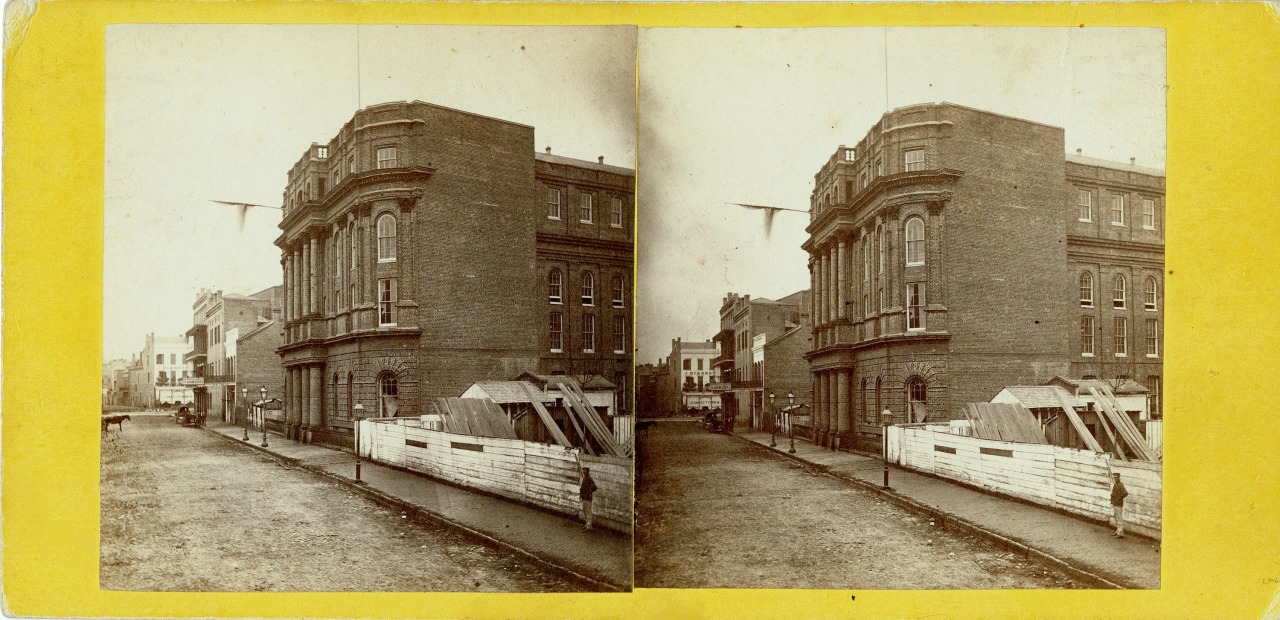
Vista estereográfica de Theodore Lilienthal, datada de 1865 a 1875: “Vista de esquina do Mechanics Institute no bloco 100 da University Place” (Coleção histórica de Nova Orleans 1988.134.19)

Os democratas brancos, de maneira geral, consideraram a nova convenção ilegal, argumentando que os eleitores, limitados apenas aos brancos na época, haviam aceitado a constituição anterior. A supremacia branca era um dos pontos centrais de sua plataforma partidária estadual de 1865: “Resolvido que consideramos este um governo de pessoas brancas, criado e perpetuado para o benefício político exclusivo da raça branca, e de acordo com o constante julgamento da Suprema Corte dos Estados Unidos, que as pessoas de ascendência africana não podem ser consideradas cidadãs dos Estados Unidos e que não pode haver, em nenhuma circunstância, igualdade entre a raça branca e outras raças.” Eles se opuseram às propostas de Rufus King Cutler, que afirmava: “Temos de trinta a trinta e cinco mil eleitores negros e de cor na Louisiana, e cerca de vinte e oito a trinta mil eleitores brancos. Poderíamos fazer com que todos os homens negros e de cor votassem com os homens da União, e isso, juntamente com a privação do direito de voto dos principais rebeldes, daria a ascendência aos unionistas. Acredito que eles poderiam se sustentar... com força militar suficiente para aplicar essas disposições, poderíamos estabelecer um governo substancial e sustentá-lo após seu estabelecimento”.
Além disso, argumentaram questões técnicas legais, afirmando que o presidente eleito, Howell, havia deixado a convenção original antes de sua conclusão, portanto, não era considerado um membro. Também alegaram que a constituição anterior havia sido aceita pelo povo e que os radicais presentes na convenção de 1864, dos quais apenas 25 estavam presentes, não constituíam a maioria da convenção original.
Em 27 de julho, os apoiadores negros da convenção, incluindo aproximadamente 200 veteranos de guerra, reuniram-se nos degraus do Instituto de Mecânica. Eles foram estimulados por discursos de ativistas abolicionistas, principalmente Anthony Paul Dostie e o ex-governador da Louisiana, Michael Hahn. Os participantes propuseram um desfile até o Mechanics Institute no dia da convenção para demonstrar seu apoio.

## Massacre
A convenção se reuniu ao meio-dia de 30 de julho, mas a falta de quórum resultou no adiamento para as 13h30. Ao deixarem o prédio, os membros da convenção foram recebidos por manifestantes negros acompanhados por uma banda de música. Na esquina das ruas Common e Dryades, em frente ao Instituto de Mecânica, um grupo de brancos armados aguardava os manifestantes. Esse grupo era em grande parte composto por democratas que se opunham à abolição, muitos dos quais eram ex-Confederados, preocupados em interromper a convenção e em defender a supremacia branca contra a crescente influência política e econômica dos negros no estado.

Não se sabe qual grupo disparou primeiro, mas, em poucos minutos, uma batalha eclodiu nas ruas. Os manifestantes negros, muitos dos quais estavam desarmados e despreparados, dispersaram-se rapidamente, buscando refúgio no Instituto de Mecânica. A multidão branca atacou brutalmente os negros nas ruas, e alguns indivíduos conseguiram entrar no prédio:
Os brancos pisotearam, chutaram e bateram nos manifestantes negros sem piedade. Os policiais quebraram as janelas do instituto e atiraram indiscriminadamente até que o chão ficasse manchado de sangue. Eles esvaziaram seus revólveres contra os delegados da convenção, que tentaram desesperadamente escapar. Alguns pularam das janelas e foram mortos a tiros quando aterrissaram. Os que estavam feridos no chão foram esfaqueados repetidamente e tiveram seus crânios esmagados com tijolos. O sadismo era tão desmedido que os homens que se ajoelhavam e oravam por misericórdia eram mortos instantaneamente, enquanto os cadáveres eram esfaqueados e mutilados.
As tropas federais reagiram para reprimir a revolta e prenderam muitos dos rebeldes brancos. O governador declarou a cidade sob lei marcial até 3 de agosto. Cerca de 200 pessoas foram mortas, quase todas afro-americanas. Entre os mortos, destacam-se Victor Lacroix, John Henderson Jr. (filho de John Henderson, senador dos EUA pelo Mississippi), Dr. A. P. Dostie e o reverendo Jotham Horton.

## Reação

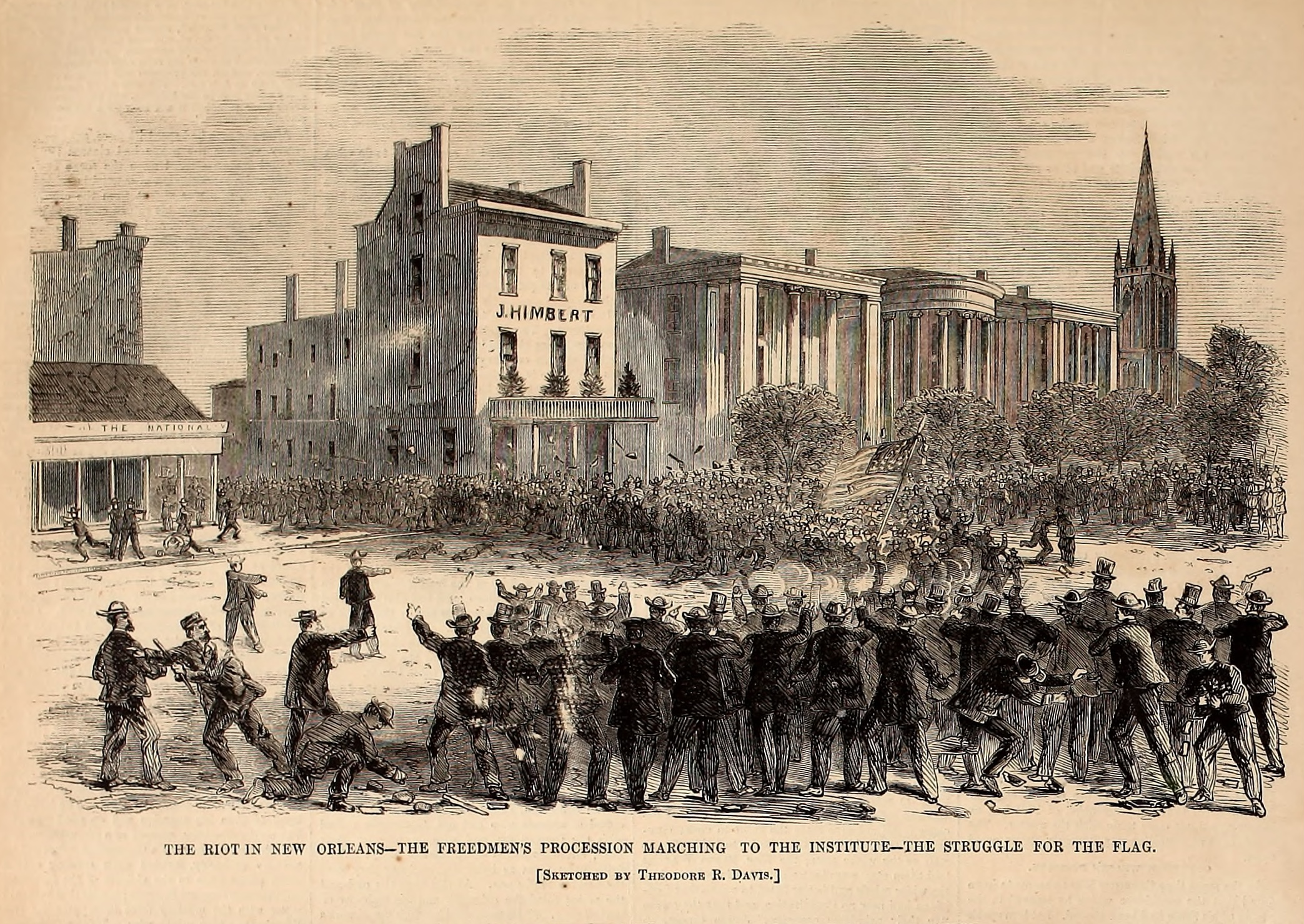
“A procissão dos libertos marchando para o Instituto - A luta pela bandeira” (Harper's Weekly).

A reação nacional ao motim de Nova Orleans, juntamente com os motins anteriores em Memphis em 1866, gerou grande preocupação em relação à atual estratégia de Reconstrução e ao desejo de mudança de liderança. Nas eleições de meio de mandato de 1866, o Partido Republicano ampliou sua maioria, conquistando 77% dos assentos no Congresso. Isso lhes permitiu derrubar qualquer veto do presidente democrata Andrew Johnson, que se opunha à concessão de direitos iguais aos libertos. Em ambas as casas do Congresso, a facção conhecida como “Republicanos Radicais” prevaleceu, impondo termos significativamente mais severos de Reconstrução aos estados da antiga Confederação.
Em 2 de março de 1867, o Primeiro Ato de Reconstrução foi aprovado, apesar do veto do Presidente Johnson, para proporcionar maior controle federal no Sul. Distritos militares foram estabelecidos para governar a região até que a violência pudesse ser controlada e um sistema político mais democrático fosse implementado. Ex-soldados e líderes confederados, muitos dos quais eram apoiadores do Partido Democrata, foram temporariamente destituídos de seus direitos, e o sufrágio foi estendido às pessoas de cor livres. De acordo com a lei, a Louisiana foi designada para o Quinto Distrito Militar, sob o comando de Philip Sheridan. Ao assumir o comando do distrito, o general anunciou sua intenção de evitar a remoção em massa de funcionários públicos, a menos que as autoridades falhassem em “cumprir as disposições da lei ou impedissem a reorganização”. No entanto, ele rapidamente decidiu que vários funcionários deveriam ser destituídos. Insatisfeito com a forma como as autoridades civis lidaram com o motim de Nova Orleans no verão anterior e com a falta de justiça para os criminosos, Sheridan destituiu o prefeito Monroe, o procurador-geral do Estado, Herron, e o juiz Edmund Abell, substituindo-os por republicanos que, segundo ele, cumpririam suas funções de maneira eficaz. Ele também destituiu um assessor do chefe de polícia de Nova Orleans por intimidar eleitores negros e anulou uma lei que impedia que ex-soldados federais servissem na força policial da cidade, estabelecendo que, no futuro, metade dos policiais deveria ser composta por veteranos do Exército da União.

O departamento editorial da Harper's Weekly considerou que o presidente Johnson havia aprovado tacitamente o massacre ao sinalizar que não usaria o poder federal para interferir na ação paramilitar dos ex-Confederados:
O Presidente sabia, como todo mundo sabia, da condição inflamada da cidade de Nova Orleans. Ele havia lido, como todos nós lemos, os discursos inflamados de ambos os partidos. Ele conhecia, a menos que tenha decidido ignorar voluntariamente, o ódio sufocado dos últimos rebeldes contra os homens da União de todas as cores. Ele pode ter considerado os “conservadores” sábios, humanos e pacíficos.  Ele pode ter pensado que os radicais eram selvagens e tolos. Ele sabia que o prefeito era um rebelde amargo, que ele havia perdoado ao assumir o cargo. Ele sabia que os tribunais haviam denunciado a Convenção e foi expressamente informado de que pretendiam acusar os membros. Ele não podia fingir ignorância quanto ao perigo iminente de tumultos e derramamento de sangue. Ainda assim, se, como ele afirma constantemente, a Louisiana está legitimamente na mesma relação com a União que Nova York, ele não tinha autoridade para dizer uma palavra ou fazer um ato naquele Estado, exceto “a pedido da Legislatura, ou do Executivo quando a Legislatura não puder ser convocada”.
Por que ele presumiu, então, julgar a autoridade da Convenção? O que o Presidente dos Estados Unidos tem a ver com a maneira pela qual os delegados de uma Convenção Estadual são selecionados?  Se sua própria afirmação estiver correta quanto à relação atual da Louisiana com a União, o Presidente se condena pelo ato mais extraordinário e passional de usurpação executiva e centralização federal registrado em nossa história. Se, no entanto, ele tinha qualquer direito de intervir na ausência de uma demanda do Legislativo ou do Governador, isso derivava do fato de que a Louisiana é mantida pelo poder militar dos Estados Unidos, caso em que sua relação atual com a União não é o que o Presidente declara ser, e ele tem poder amplo e absoluto para fazer naquele Estado o que for necessário para manter a paz. E ele sabia, como sabia de sua própria existência, que uma simples palavra ao comandante militar para preservar a paz a todo custo evitaria a desordem e salvaria vidas. Ele não pronunciou essa palavra. Assumindo que estava se apoiando na Constituição, que ele violou com seu próprio ato, ele telegrafou para o Procurador-Geral do Estado. Ele colocou todo o seu peso ao lado daqueles de quem ele sabia que, pela natureza das coisas, a desordem viria, e de quem ela veio. Ele sabia que a cidade era uma brasa e jogou uma faísca.

Todo odiador de negros e todo rufião desleal sabia, pelo despacho do Presidente, que o direito dos cidadãos de se reunirem e declararem suas opiniões não seria protegido. A proclamação do prefeito foi um convite secreto, mas claro, para um motim. Ele anunciou a uma cidade fervilhando de ódio apaixonado pela Convenção que ela “não receberia o apoio do Presidente”. Ele estava simplesmente dizendo: “A Convenção está à sua mercê”. E a multidão entendeu isso. Uma procissão de negros carregando uma bandeira dos Estados Unidos foi atacada. Ela se defendeu; e o trabalho que uma palavra do Presidente teria interrompido, e que ele tinha total autoridade para falar, se é que poderia falar, teve seu terrível resultado. A bandeira rebelde foi novamente desfraldada. Os homens que resistiram bravamente a ela por quatro anos foram assassinados sob seu incentivo e, enquanto ainda jaziam quentes em seu sangue, o Presidente telegrafou dizendo que eles eram “uma assembleia ilegal” e que “a usurpação não será tolerada” - palavras que ele não tinha nem sombra de autoridade para proferir, exceto pelo mesmo direito que o capacitava a salvar todas aquelas vidas; um direito que ele se recusou a exercer.

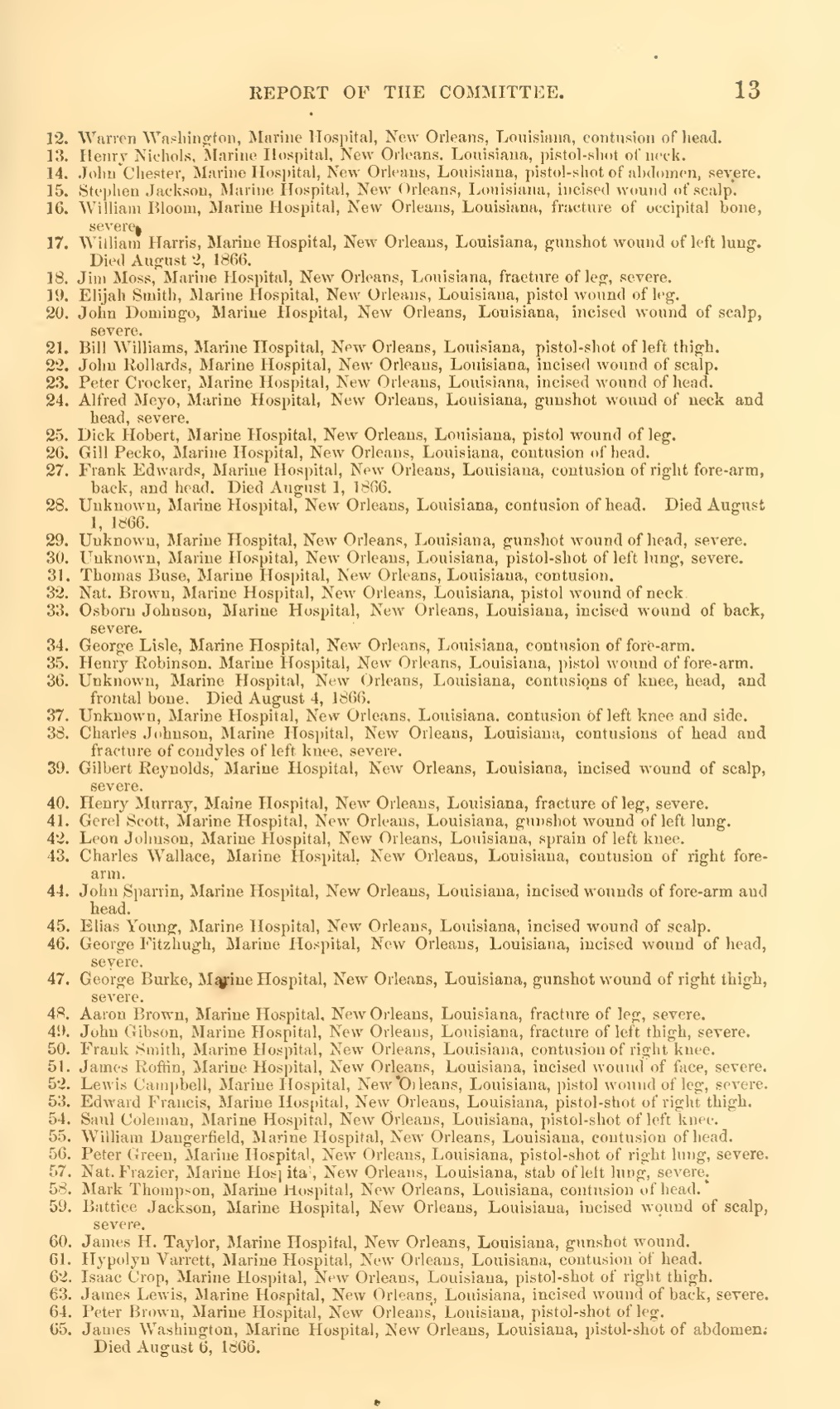
Uma página de uma lista de várias páginas de pessoas feridas e mortas em Nova Orleans, em 30 de julho de 1866, conforme publicado no Relatório de 1867 do Comitê Seleto sobre os Motins de Nova Orleans.

Benjamin Butler, um dos primeiros defensores da perspectiva de impeachment do presidente Andrew Johnson, propôs em outubro de 1866 a suposta cumplicidade de Johnson no massacre de Nova Orleans como um dos vários motivos para o impeachment. Após ser eleito para a Câmara dos Representantes dos Estados Unidos nas eleições de novembro de 1866, o congressista Butler continuou a afirmar que, entre os motivos para o impeachment, estava o fato de Johnson supostamente “ilegalmente, de forma corrupta e perversa, ter feito uma confederação e conspirado com John T. Monroe e outras pessoas mal-intencionadas, traidores e rebeldes” em relação ao massacre.
Em novembro de 1867, durante o primeiro inquérito de impeachment contra Andrew Johnson, Thomas Williams apresentou o relatório majoritário do Comitê Judiciário da Câmara dos Representantes. O relatório delineou dezessete atos específicos de suposta má conduta de Johnson, sendo que o décimo sexto alegava que ele havia incentivado o massacre, caracterizando-o como “o assassinato de cidadãos leais em Nova Orleans por uma multidão confederada que fingia agir como polícia”. Contudo, em 7 de dezembro de 1867, a Câmara dos Representantes dos Estados Unidos votou 57 a 108 contra o impeachment de Johnson. Quando Johnson foi removido do cargo meses depois, nenhum dos artigos do impeachment estava relacionado ao massacre de Nova Orleans.

## Galeria

Thomas Nast sobre o massacre de Nova Orleans
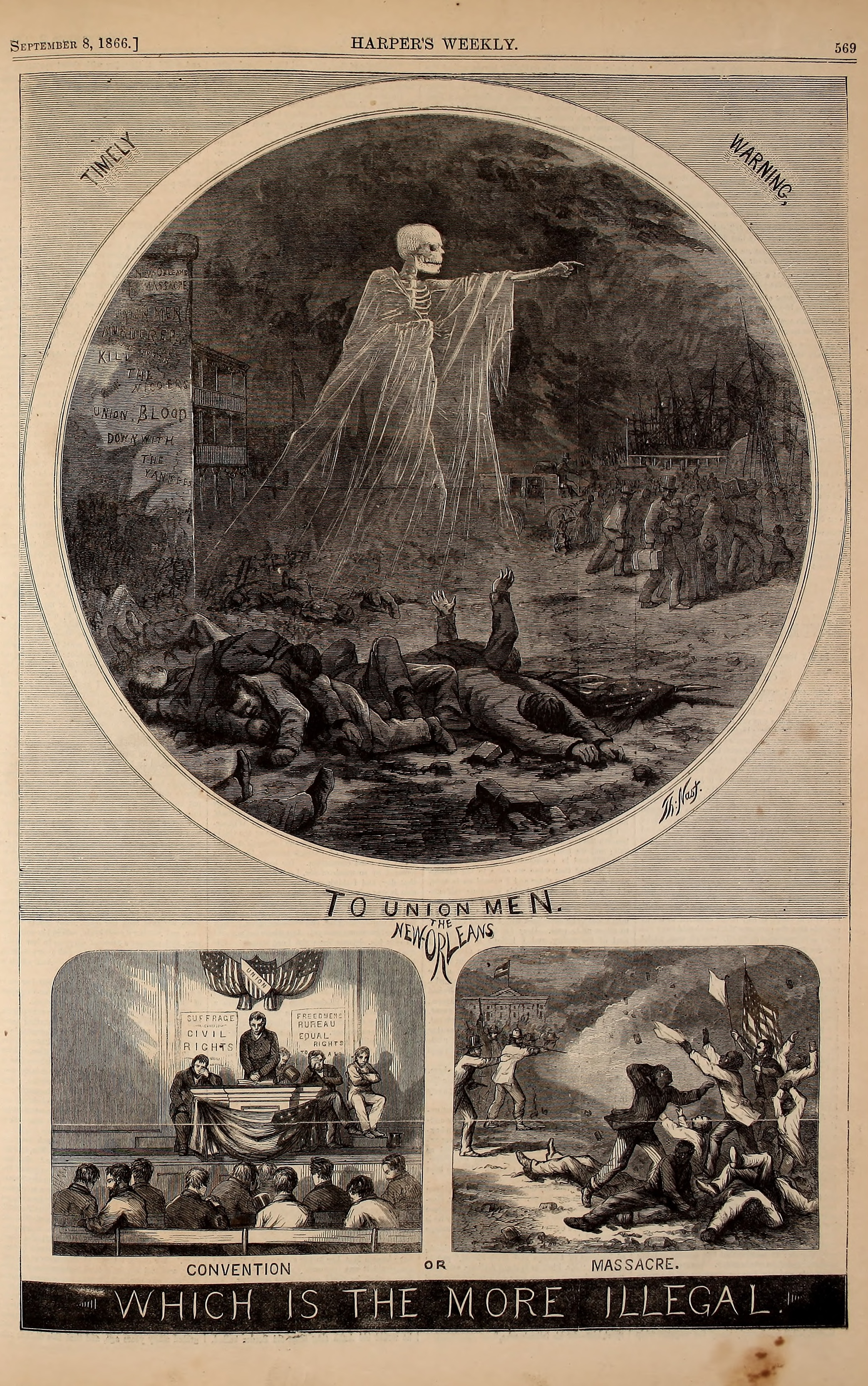
“Aviso oportuno aos homens da União - A Convenção ou Massacre de Nova Orleans - O que é mais ilegal?” (Harper's Weekly, 8 de setembro de 1866)
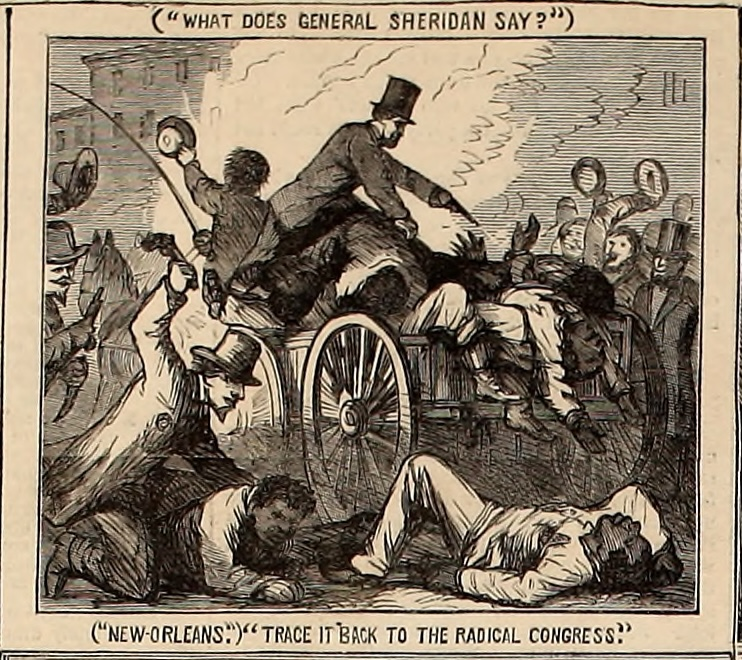
Detalhe de Andy's Trip, retratando o massacre e as trocas verbais entre o presidente e a multidão durante a campanha “Swing Around the Circle” de Johnson (Harper's Weekly, 22 de outubro de 1866)
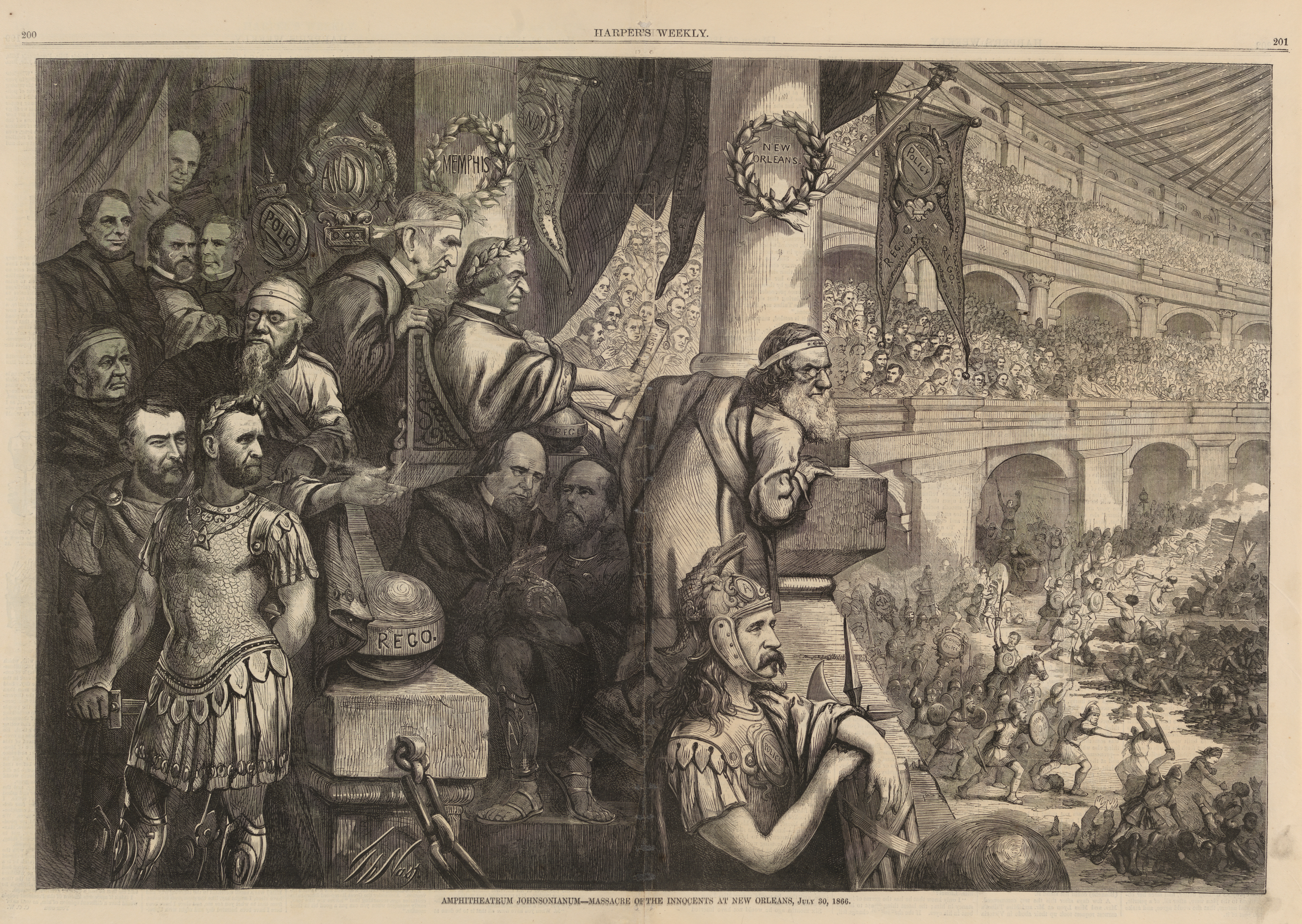
Amphitheatrum Johnsonianum - Massacre of the Innocents at New Orleans - 30 de julho de 1866 (Harper's Weekly, 8 de setembro de 1866) foi chamado de “um dos desenhos animados mais importantes que Thomas Nast já desenhou”.
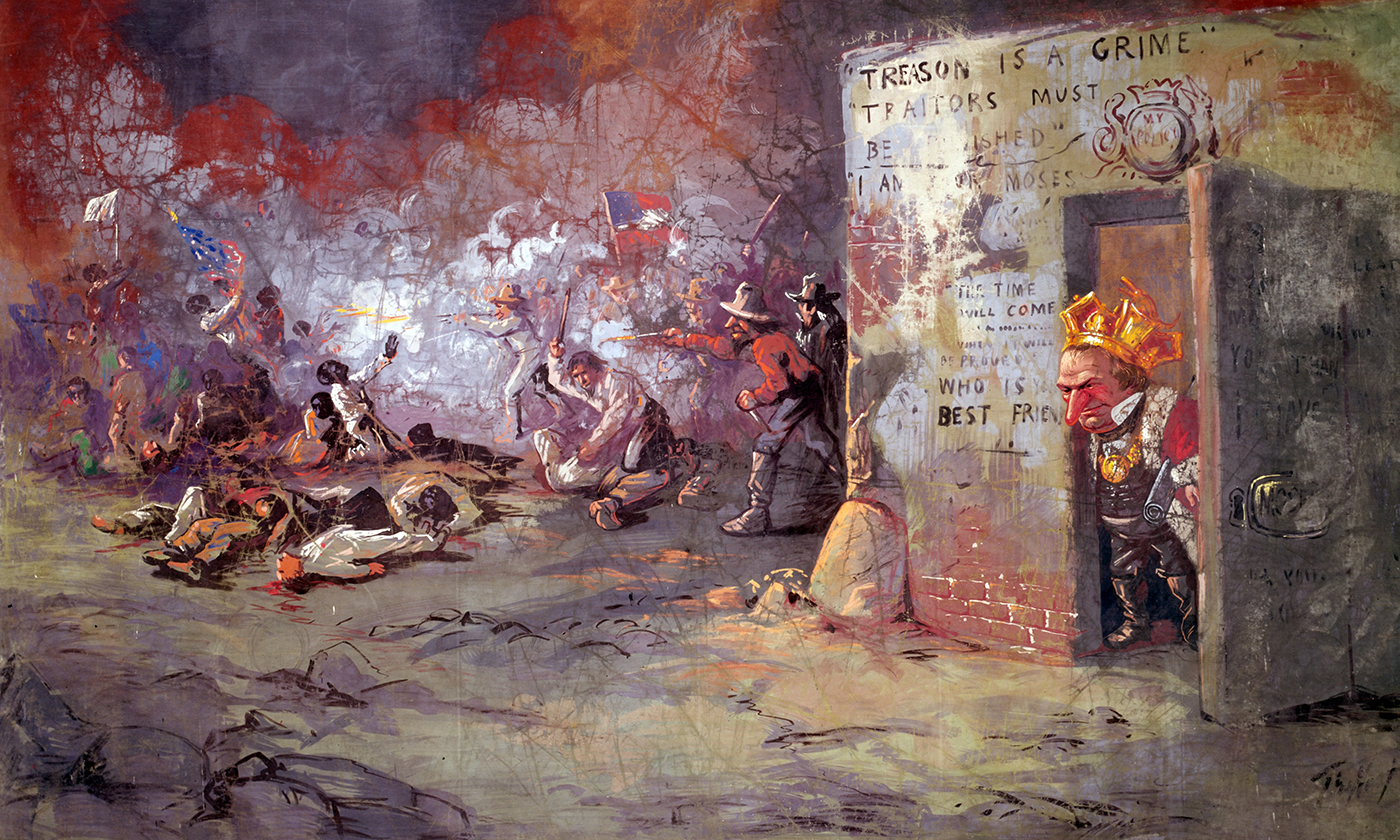
Essa imagem de 1867 de Andy Johnson (em uma privada) no massacre de Nova Orleans fez parte do ciclo Grand Caricaturama de 1867 de Nast, com 33 pinturas históricas.